# Chị em nhà Brontë

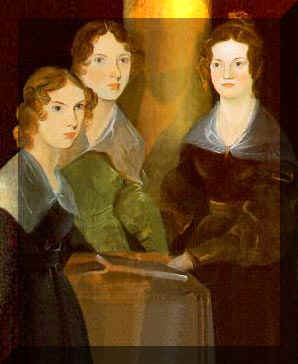
Chị em Bronte, do em trai Branwell Brontë vẽ, khoảng 1834. Trái sang phải: Anne, Emily và Charlotte

Chị em nhà Brontë gồm Charlotte (1816 – 1855), Emily (1818 – 1848) và Anne (1820 – 1849), là những nhà văn người Anh thập niên 1840, 1850. Tiểu thuyết của họ bị phản đối trong lần đầu xuất bản nhưng sau đó được xếp vào hàng kinh điển trong văn học Anh.